# السجون في الهند
تشهد السجون في الهند ازدحامًا شديدًا، حيث إن ثمانية من بين كل عشرة سجناء يقبعون في السجون الهندية في انتظار محاكمتهم. وبلغ عدد السجون في الهند 1319 سجنًا بحلول عام 2021، بينما يبلغ العدد الحالي حوالي 1400 سجن. عقب جائحة كوفيد-19، ارتفع عدد السجناء بنسبة 13% بين عامي 2020 و2021، مما أدى إلى اكتظاظ أكثر من 80% من السجون. وفي عام 2020، أصدرَت المحكمة العليا أمرًا بالإفراج عن عدد من السجناء لتخفيف ازدحام السجون، مما أدى إلى انخفاض نسبة إشغال السجون في 20 ولاية ومنطقتين اتحاديتين إلى ما يزيد قليلًا عن 93%. ومع ذلك، ارتفعت نسبة الإشغال مرة أخرى لتصل إلى 130% بحلول عام 2021.
وعلى صعيد آخر، شهدت السجون الهندية وقوع حوالي 63 حالة وفاة غير طبيعية.[3] ومن بين الولايات الرئيسية، تُعد تاميل نادو (Tamil Nadu) الولاية الوحيدة التي تقل فيها نسبة الإشغال عن 100%، تليها ولاية كارناتاكا (Karnataka).

## نبذة
تُعد إدارة السجون وتنظيمها من اختصاص الولايات وفقًا للبند الرابع في قائمة الولايات المدرجة في الجدول السابع في دستور الهند. ويقع عبء إدارة السجون وتنظيمها بالكامل ضمن صلاحيات حكومات الولايات، ويُحكم ذلك بموجب قانون السجون لعام 1894 (Prisons Act, 1894) ودليل السجون الخاص بكل ولاية. وبذلك، تتحمل الولايات الدور الأساسي والمسؤولية الكاملة والسلطة اللازمة لتعديل القوانين والأنظمة واللوائح السارية على السجون.
مع ذلك، تقدم الحكومة المركزية الدعم لحكومات الولايات لتحسين أوضاع السجون من خلال تعزيز الأمن، وإصلاح وتجديد السجون القديمة، وتحسين الخدمات الطبية، وتطوير مدارس بورستال (Borstal Schools) لإعادة تأهيل الشباب، وتوفير التسهيلات للمجرمات، بالإضافة إلى التدريب المهني، وتحديث الصناعات داخل السجون، والتدريب المهني للعاملين في السجون، وإنشاء أقسام ذات مستويات أمان عالية.
حددت المحكمة العليا في الهند، من خلال أحكامها المتعلقة بمختلف جوانب إدارة السجون، ثلاثة مبادئ عامة تتعلق بالسجن والاحتجاز. أولاً، لا يفقد الشخص المحبوس صفته الإنسانية أو حقوقه الأساسية، فهو لا يصبح "غير إنسان" بمجرد دخوله السجن. ثانيًا، يحق للشخص المسجون التمتع بجميع حقوق الإنسان، في حدود القيود التي يفرضها السجن. ثالثًا، لا يوجد أي مبرر لزيادة المعاناة التي تكون بالفعل جزءًا من عملية السجن نفسها.
وفقًا لبيانات مكتب السجلات الوطنية للجريمة لعام 2021 (NCRB)، شكّل السجناء قيد المحاكمة 77% من إجمالي نزلاء السجون الهندية، بينما كان 22% فقط من السجناء محكومين بأحكام نهائية. وقد قضى ما يقرب من نصف السجناء قيد المحاكمة أكثر من عامين داخل السجون. ومن أصل 554,000 سجين، كان هناك 427,000 شخص قيد المحاكمة، من بينهم 24,033 سجينًا أمضوا بالفعل ما بين ثلاث إلى خمس سنوات في السجن أثناء انتظار محاكمتهم. أما معدل إشغال السجون فقد بلغ نسبة مرتفعة تُقدّر بـ130%.

## أنواع السجون

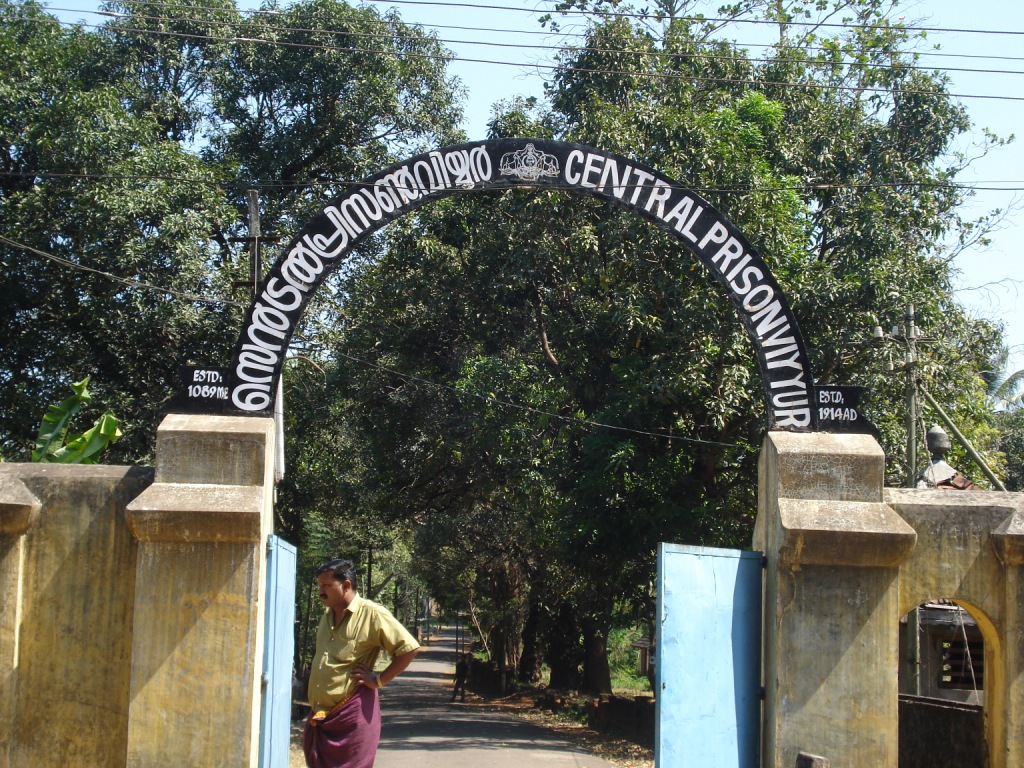
مدخل السجن المركزي في فييور، منطقة تريشور، ولاية كيرالا.

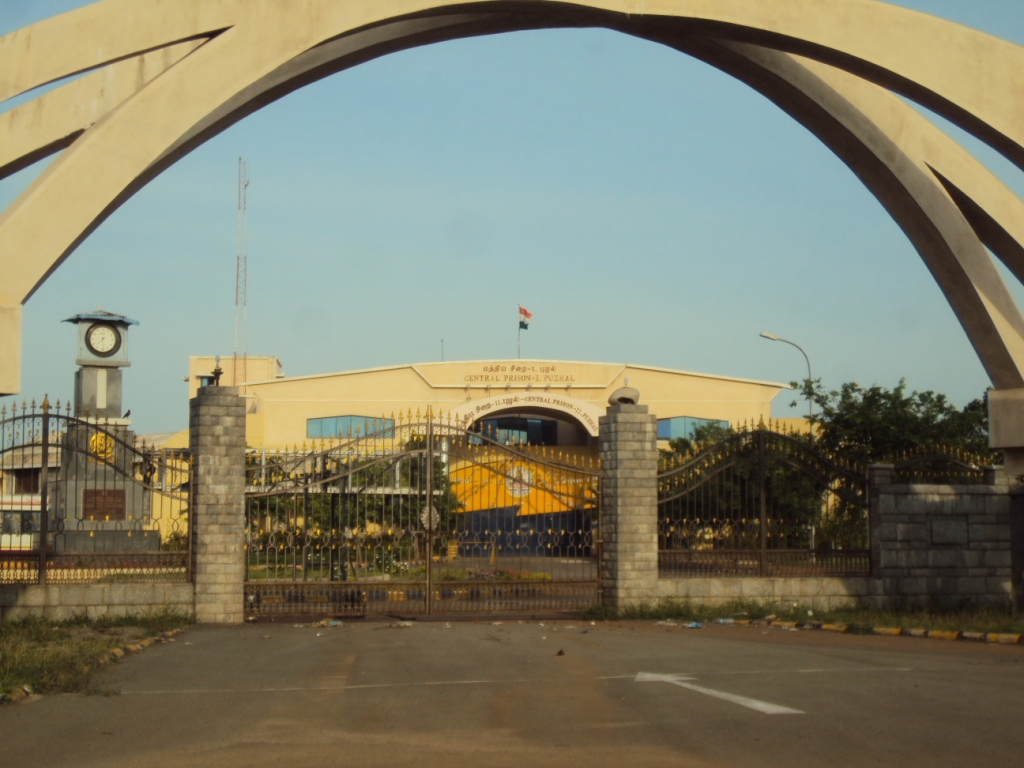
السجن المركزي في بوزال، تشيناي.

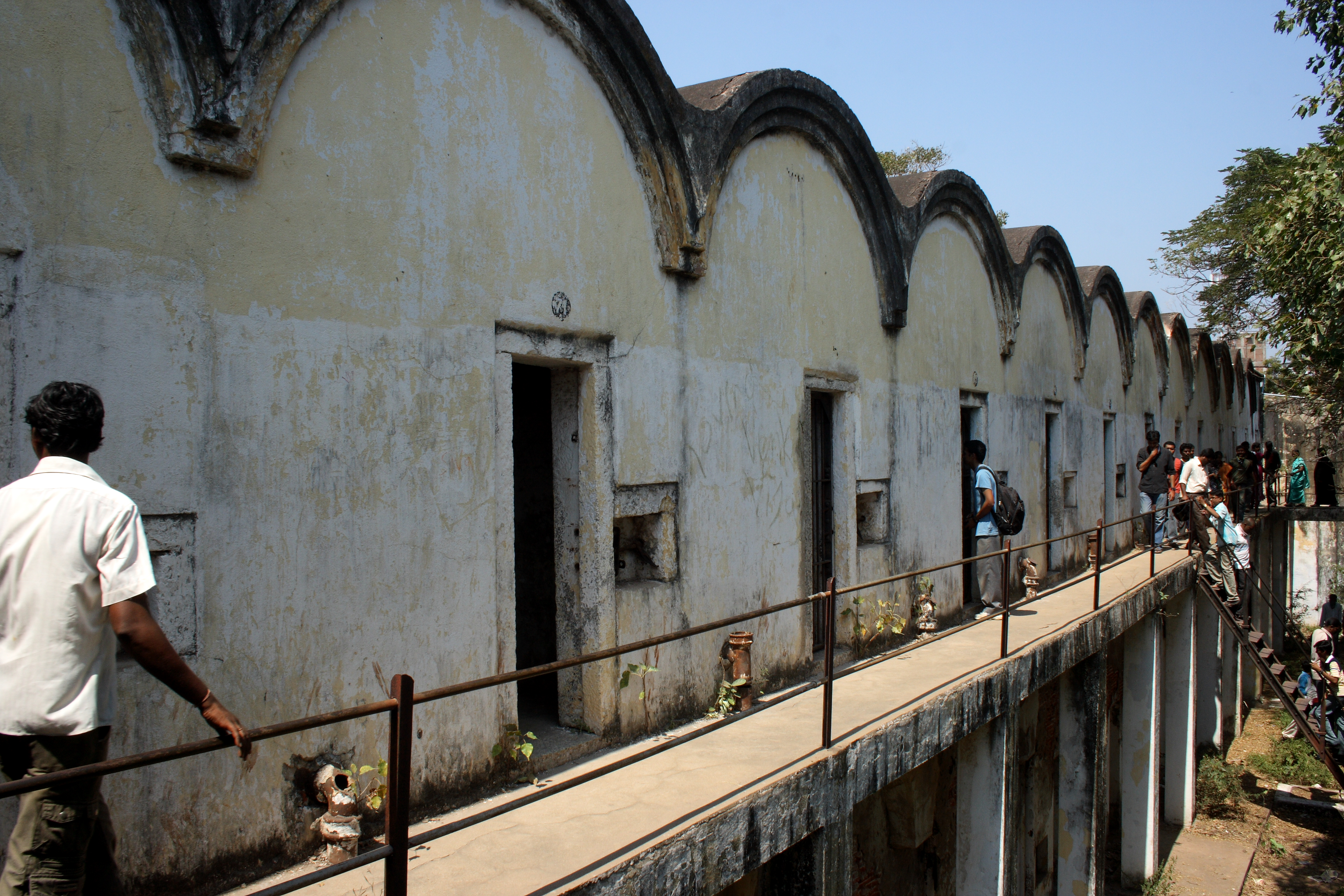
قسم من سجن مدراس المركزي قبل هدمه في عام 2009.

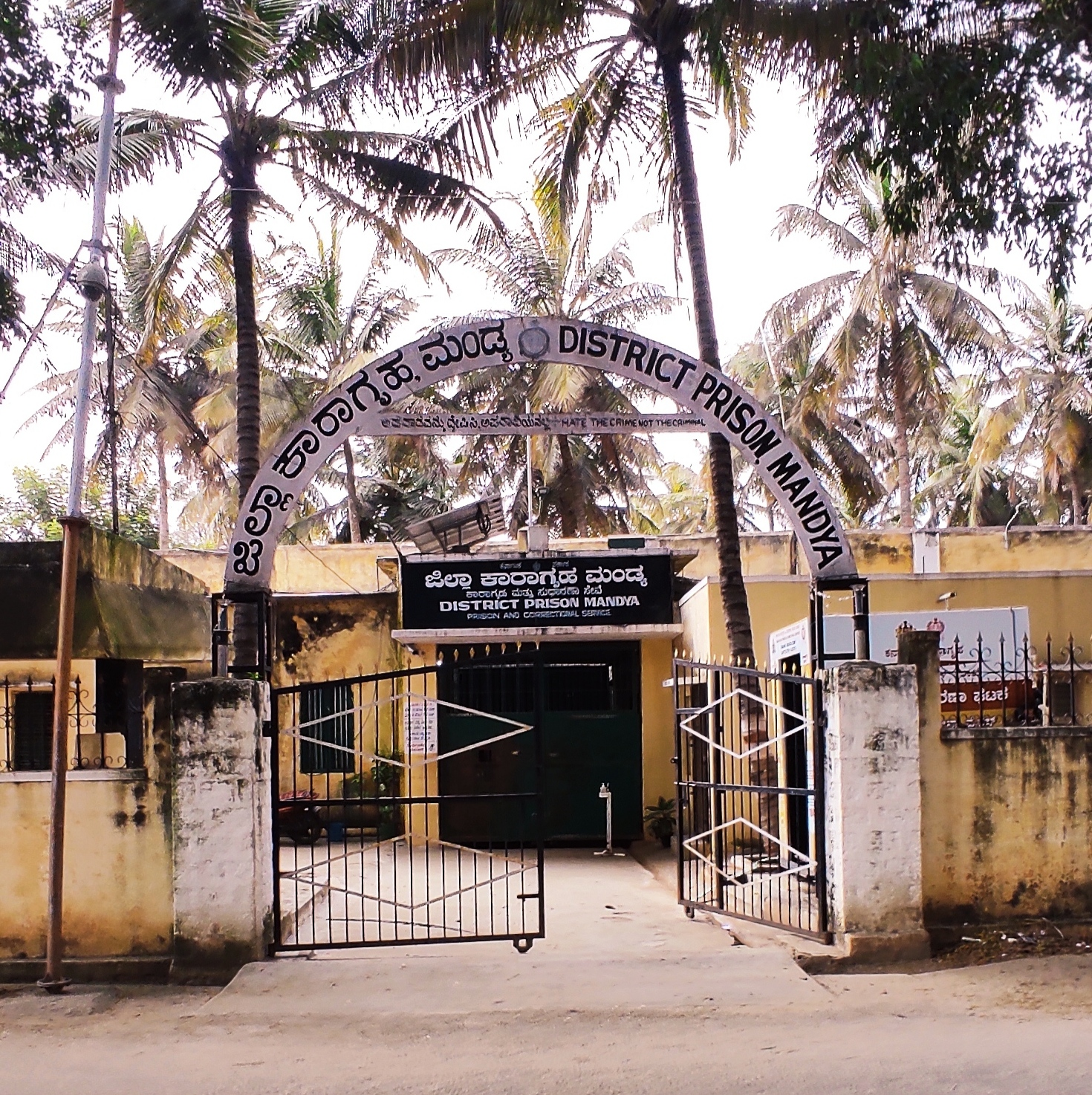
سجن المنطقة في منطقة مانديا ، كارناتاكا.

توجد مؤسسات السجون في الهند على ثلاثة مستويات: مستوى التالوكا (Taluka)، مستوى المنطقة (District)، والمستوى المركزي (Central)، والذي يُشار إليه أحيانًا بالمستوى الإقليمي أو نطاق العمل. يُطلق على السجون في هذه المستويات أسماء مختلفة: السجون الفرعية (Sub Jails) على مستوى التالوكا، السجون الإقليمية (District Jails) على مستوى المنطقة، والسجون المركزية (Central Jails) على المستوى المركزي. بشكل عام، تتحسن البنية التحتية ومستوى الأمن والخدمات المقدمة للسجناء مثل الرعاية الطبية والتعليم وإعادة التأهيل تدريجيًا من السجون الفرعية إلى السجون المركزية.[1]
كما توجد أنواع أخرى من مؤسسات السجون، مثل سجون النساء، ومدارس بورستال المخصصة لإعادة تأهيل الشباب، والسجون المفتوحة، والسجون الخاصة (Special Jails). يوضح الجدول التالي عدد السجون والطاقة الاستيعابية المتوفرة في أنحاء الهند كما في 31 ديسمبر 2016.
| يكتب            | رقم   | القدرة المتاحة |
| --------------- | ----- | -------------- |
| السجون المركزية | 137   | 165,750        |
| سجون المنطقة    | 394   | 147,003        |
| السجون الفرعية  | 732   | 45,569         |
| سجون النساء     | 20    | 5,197          |
| مدارس بورستال   | 20    | 1,630          |
| السجون المفتوحة | 64    | 5,412          |
| السجون الخاصة   | 42    | 10,145         |
| السجون الأخرى   | 3     | 170            |
| المجموع         | 1,412 | 380,876        |

### السجن المركزي
تختلف معايير تصنيف السجن كمؤسسة مركزية من ولاية إلى أخرى في الهند. ومع ذلك، فإن الميزة المشتركة على مستوى البلاد هي أن السجناء الذين صدرت بحقهم أحكام بالسجن لفترات طويلة (تتجاوز سنتين) يتم احتجازهم في السجون المركزية، التي تتميز بقدرة استيعابية أكبر مقارنة بالسجون الأخرى. بالإضافة إلى ذلك، توفر هذه السجون مرافق مخصصة لإعادة التأهيل.
يوجد في دلهي أكبر عدد من السجون المركزية حيث يبلغ عددها 16 سجنًا، تليها ولاية ماديا براديش التي يبلغ عددها 11 سجنًا، ثم ماهاراشترا ثم البنجاب ثم راجستان ثم تاميل نادو حيث يبلغ عدد كل منها 9 سجون. توجد في ولاية كارناتاكا 8 سجون مركزية، وفي ولاية جوجارات 4 سجون مركزية.
لا يوجد سجون مركزية في ولايات أروناتشال براديش وميغالايا وجزر أندامان ونيكوبار ودادرا وناجار هافيلي ودامان وديو ولاكشادويب.

### سجن المقاطعة
تعتبر سجون المقاطعات بمثابة السجون الرئيسية في الولايات والأقاليم الاتحادية حيث لا توجد سجون مركزية.

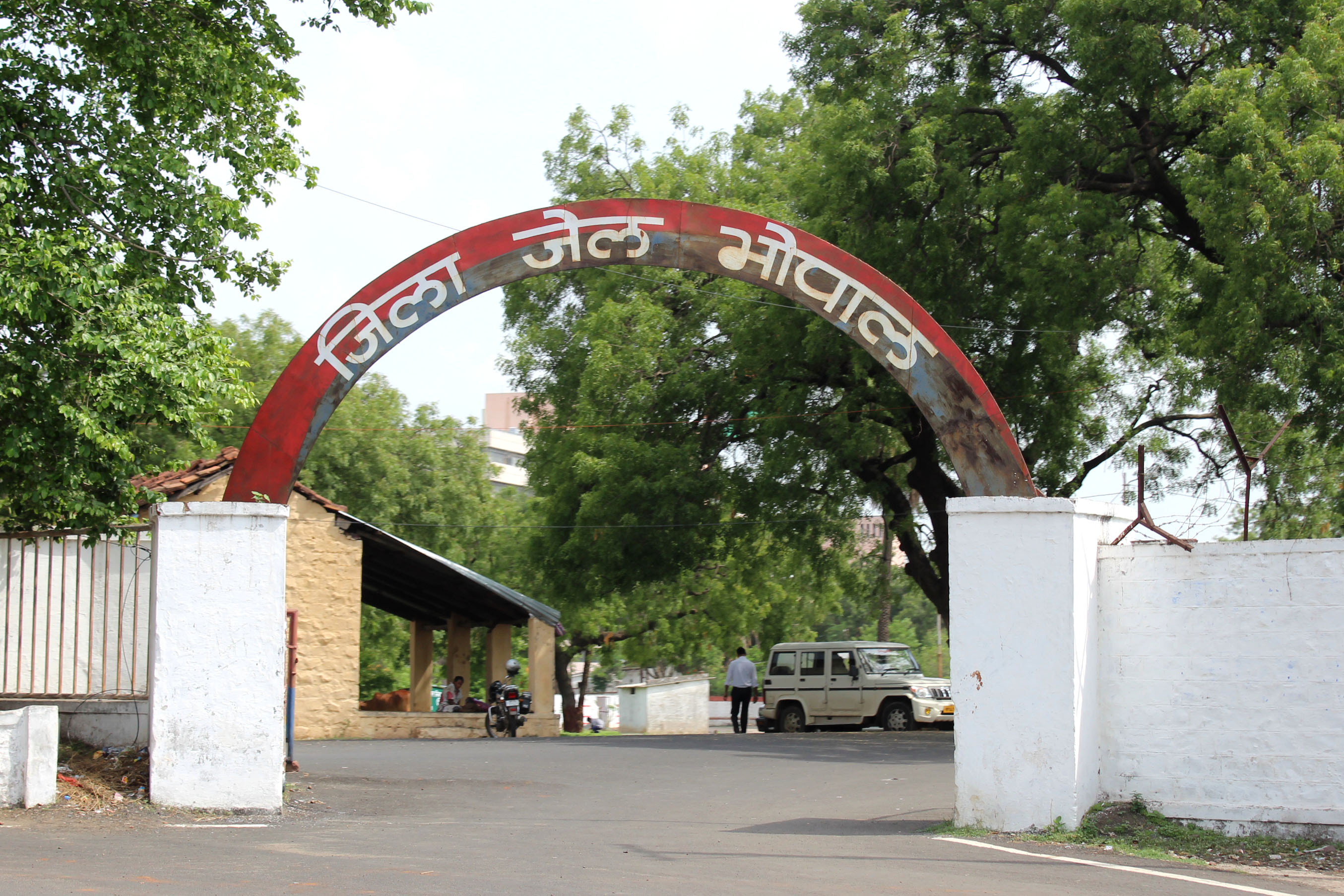
سجن منطقة بوبال القديم

الولايات التي لديها عدد كبير من السجون المحلية هي أوتار براديش (57)، ماديا براديش (39)، بيهار (31)، ماهاراشترا (28)، راجستان (24)، آسام (22)، كارناتاكا (19)، جارخاند (17) وهاريانا (16)، جوجارات (11)، كيرالا (11)، البنغال الغربية (12)، تشاتيسجار (11)، جامو وكشمير وناجالاند (10 لكل منهما). 

### سجن فرعي
السجون الفرعية هي مؤسسات أصغر حجماً تقع على مستوى الأقسام الفرعية في الولايات.
أبلغت 9 ولايات عن وجود عدد أكبر نسبيًا من السجون الفرعية، مما يكشف عن نظام سجن منظم جيدًا حتى في التكوين الأدنى. وهذه الولايات هي ماهاراشترا (100)، وأندرا براديش (99)، وتاميل نادو (96)، وماديا براديش (72)، وكارناتاكا (70)، وأوديشا (73)، وراجاستان (60)، وتيلانجانا والبنغال الغربية (33 لكل منها). كانت ولاية أوديشا تمتلك أعلى سعة من السجناء في مختلف السجون الفرعية.
لا توجد سجون فرعية في 7 ولايات أو أقاليم اتحادية، وهي أروناتشال براديش، وهاريانا، ومانيبور وميغالايا وميزورام وناجالاند وسيكيم وتشانديغار ودلهي.

### سجن مفتوح
تُعد السجون المفتوحة (Open Jails) من السجون ذات الحد الأدنى من التدابير الأمنية. يُسمح بدخول هذه السجون فقط للسجناء المدانين الذين يتمتعون بسلوك حسن، والذين يستوفون معايير محددة منصوص عليها في قوانين السجون. تُحافظ هذه السجون على أدنى مستوى من الأمن، ويتم إشراك السجناء في أنشطة زراعية كجزء من نظام التأهيل وإعادة الدمج.
يُعتبر بي. تي. تشاكو (P. T. Chacko)، وزير الداخلية في ولاية كيرالا، أول من أدخل نظام السجون المفتوحة في الهند، حيث افتُتح أول سجن مفتوح في نيتوكالثيري بالقرب من نهر نييار في تريفاندروم في 28 أغسطس 1962.
توجد سجون مفتوحة عاملة في سبعة عشر ولاية ضمن نطاق ولايتها القضائية. سجلت ولاية راجستان أعلى عدد من السجون المفتوحة وهو 29 سجنا. لم تكن هناك سجون مفتوحة في أي من الأقاليم الاتحادية في نهاية عام 2015.

### سجن خاص
السجون الخاصة هي سجون ذات حراسة مشددة مخصصة لحبس فئة معينة أو فئات معينة من السجناء. عادة ما يتم إدانة السجناء المحتجزين في سجون خاصة بجرائم مثل الإرهاب والجرائم العنيفة والمجرمين المعتادين والانتهاكات الخطيرة لانضباط السجن والسجناء الذين يظهرون ميولًا نحو العنف والعدوان.
ولاية كيرالا لديها أكبر عدد من السجون الخاصة 16. تتوفر إمكانية احتجاز السجينات في هذه السجون الخاصة في ولاية تاميل نادو، والبنغال الغربية، وغوجارات وكيرالا، وآسام، وكارناتاكا، وماهاراشترا.

### سجن النساء
تُعد سجون النساء مؤسسات مخصصة لاستقبال السجينات الإناث فقط. يمكن أن توجد سجون النساء على مستوى المناطق الفرعية، أو المستوى الإقليمي، أو المستوى المركزي (المناطق/النطاقات). كانت هناك 20 سجنًا للنساء في أنحاء الهند، بطاقة استيعابية إجمالية تبلغ 5,197 مكانًا، ونسبة إشغال تقدر بحوالي 60.1% في 31 ديسمبر 2016. وبسبب القدرة الاستيعابية المحدودة لسجون النساء، يتم احتجاز معظم السجينات في أنواع أخرى من السجون. وبحلول 31 ديسمبر 2016، كان حوالي 83.12% من السجينات في الهند محتجزات في سجون غير مخصصة للنساء.
تحتوي ولاية ماهاراشترا على خمسة سجون للنساء، بينما تمتلك ولايتا كيرالا (Kerala) وتاميل نادو ثلاث سجون للنساء في كلٍ منهما.
على مدار السنوات الخمس الماضية، لوحظت زيادة ملحوظة في عدد السجينات في الهند. وتشير الإحصائيات السكانية إلى أن النساء يشكلن نسبة 4.3% فقط من إجمالي السجناء، وهو ما يعادل حوالي 17,834 سيدة. وفقًا لدراسة أُجريت في عام 2009، كانت جريمة القتل هي الجريمة الأكثر شيوعًا التي يُدان بها النساء في الهند.

### مدرسة بورستال
تُعد مدارس بورستال (Borstal Schools) نوعًا من مراكز احتجاز الشباب، وهي مخصصة حصريًا لاحتجاز القاصرين أو الأحداث. الهدف الأساسي من مدارس بورستال هو ضمان رعاية ورفاهية وإعادة تأهيل الجانحين الأحداث في بيئة مناسبة للأطفال، مما يساعد في إبقائهم بعيدًا عن الأجواء الملوثة في السجون التقليدية. يتم توفير مختلف أنواع التدريب المهني والتعليم للقاصرين الذين في صراع مع القانون والمحتجزين في مدارس بورستال، وذلك من خلال معلمين مدربين.
يُعطى اهتمام خاص للتعليم والتدريب والتأثير الأخلاقي الذي يساهم في إصلاحهم ومنعهم من العودة إلى ارتكاب الجرائم، بحيث يُنظر إلى هذه الجهود على أنها جزء من عملية إعادة تأهيل شاملة تهدف إلى دمجهم في المجتمع بشكل إيجابي.
توجد مدارس بورستال في تسع ولايات هندية هي: هيماشال براديش، جهارخاند ، كارناتاكا، كيرالا، ماهاراشترا، بنجاب، راجستان، تاميل نادو، وتيلانغانا، حيث تقع هذه المدارس ضمن اختصاصاتها القضائية. كانت ولاية تاميل نادو هي الأعلى من حيث القدرة الاستيعابية، حيث يمكنها استيعاب 678 نزيلًا.
تُعد ولايتا هيماشال براديش وكيرالا هما الولايتين الوحيدتين اللتين تمتلكان القدرة على احتجاز السجينات في اثنين من مدارس بورستال الخاصة بهما. وفي نهاية عام 2015، لم تكن هناك أي مدارس بورستال في أي من المناطق الاتحادية (UTs).

### السجون الأخرى
أما السجون التي لا تندرج ضمن الفئات المذكورة أعلاه، فتندرج ضمن فئة السجون الأخرى. ثلاث ولايات هي كارناتاكا وكيرالا وماهاراشترا، لديها سجن آخر في ولايتها القضائية. لم يكن هناك أي سجن آخر في أي ولاية أو إقليم اتحادي آخر في نهاية عام 2016.
كانت سعة السجناء (من الذكور والإناث) التي أبلغت عنها هذه الولايات الثلاث في مثل هذه السجون هي الأعلى في ولاية كارناتاكا (250) تليها ولاية كيرالا (142) وجوا (45) وماهاراشترا (28).

## الميزانية
تم تخصيص ميزانية موحدة لجميع الولايات والمناطق الاتحادية في الهند لعام 2021-2022 بلغت 7,692 كرور روبية (ما يعادل 900 مليون دولار أمريكي) للنفقات المتعلقة بالسجون، بزيادة قدرها 13% عن السنة المالية السابقة. ومن بين هذا المجموع، كانت ولاية أوتار براديش وحدها تمثل مبلغ 12.72 مليار روبية (ما يعادل 150 مليون دولار أمريكي) من إجمالي الميزانية المخصصة لهذا القطاع.
يتم تصنيف نفقات السجون بشكل عام إلى نوعين: النفقات المخططة والنفقات غير المخططة. تُعتبر النفقات المتعلقة بالأنشطة المخطط لها ضمن خطة الخمس سنوات نفقات مخططة. بينما تشمل النفقات غير المخططة تلك المخصصة لتغطية المصروفات اليومية وتشغيل المنشآت مثل دفع الرواتب والأجور والإيجارات، وغيرها من النفقات التشغيلية. قد تشمل النفقات غير المخططة أيضًا الأنشطة المتعلقة بتطوير البنية التحتية القائمة وإجراء تحسينات على السجون.
يتم تصنيف النفقات على نزلاء السجون على أنها نفقات الغذاء والملابس والرعاية الطبية والمرافق المهنية/التعليمية والرعاية الاجتماعية وغيرها من النفقات. تشكل نفقات الطعام ما نسبته 65% من إجمالي الإنفاق على نزلاء السجون.

## عدد السجناء

### التركيبة السكانية
تُظهر بيانات مكتب السجلات الوطنية للجريمة لعام 2019 أن السجناء من المسلمين، والداليت (Dalits)، والقبائل (Tribal) في الهند يتجاوز تمثيلهم في السجون نسبتهم في السكان الهنديين. يشكل المسلمون 14.2% من إجمالي السكان في الهند، لكنهم يمثلون 16.6% من المدانين، و18.7% من السجناء قيد المحاكمة، و35.8% من المعتقلين في السجون الهندية. أما الداليت فيشكلون 16.6% من السكان، ولكن 21.7% من السجناء المدانين، و21% من السجناء قيد المحاكمة، و18.15% من المعتقلين في السجون الهندية هم من الداليت.
تشكل القبائل المجدولة (Scheduled Tribes) 8% من السكان، ومع ذلك يشكلون 13.6% من المدانين في السجون الهندية، بينما يمثلون 10.5% من السجناء قيد المحاكمة و5.68% من المعتقلين. من بين هؤلاء، كان المسلمون يمثلون نسبة أكبر من السجناء قيد المحاكمة مقارنة بالمدانين.
بلغ عدد السجناء في السجون في جميع أنحاء الهند 433,003 اعتبارًا من 31 ديسمبر 2016. ويبلغ عدد الذكور 414,505 سجيناً، ويشكلون نسبة 95.73% من السجناء، في حين تمثل الإناث 4.27% ويبلغ عددهن 18,498 سجيناً. وتتراوح أعمار معظم السجناء بين 30 و50 عاماً (44.0%)، تليها الفئة العمرية من 18 إلى 30 عاماً (43.1%)، ثم فوق 50 عاماً (13.0%). بلغ عدد النزلاء الذين تتراوح أعمارهم بين 16 و18 عامًا حتى 31 ديسمبر 2016 واحدًا وأربعين. كان هناك 1649 سجينة مع 1942 طفلاً في نفس التاريخ.  كان ملف التعليم/محو الأمية للسجناء حتى 31 ديسمبر 2016 أقل من الثانوية العامة (42%)، وأميين (28.4%)، وأعلى من الثانوية العامة ولكن أقل من التخرج الجامعي (21%)، وخريجي المدارس الثانوية (5.9%)، وخريجي الدراسات العليا (1.8%)، وحاملي الدبلومات/الدرجات الفنية (1%).
يتم احتجاز الغالبية العظمى من السجناء في سجون تقع ضمن ولاياتهم الأصلية. حيث ينتمي حوالي 91.1% من السجناء إلى الولاية التي يقع فيها السجن، بينما يأتي 7.5% من سجناء آخرين من ولايات أخرى، ويمثل 1.5% منهم مواطنون أجانب. بلغ عدد السجناء الأجانب في الهند 6,370 سجينًا حتى 31 ديسمبر 2016، مما يمثل انخفاضًا بنسبة 5.4% مقارنة بالعام السابق. من بين السجناء الأجانب المدانين، جاءت أكبر نسبة من بنغلاديش (75.7%، أي 1,792 سجينًا مدانًا)، تلتها نيبال (8.9%، أي 211 سجينًا مدانًا) وميانمار (4.3%، أي 101 سجين مدان).
ويبين الجدول التالي عدد السكان ومعدل إشغال السجون في الهند سنويا:
| سنة  | عدد النزلاء | عدد النزلاء | عدد النزلاء | معدل الإشغال |
| سنة  | ذكور        | إناث        | المجموع     | معدل الإشغال |
| ---- | ----------- | ----------- | ----------- | ------------ |
| 2009 |             |             |             | 122.8%       |
| 2010 |             |             |             | 115.1%       |
| 2011 | 356,902     | 16,024      | 372,926     | 112.1%       |
| 2012 | 368,184     | 16,951      | 385,135     | 112.2%       |
| 2013 | 393,804     | 18,188      | 411,992     | 118.4%       |
| 2014 | 400,855     | 17,681      | 418,536     | 117.4%       |
| 2015 | 401,789     | 17,834      | 419,623     | 114.4%       |
| 2016 | 414,505     | 18,498      | 433,003     | 113.7%       |
| 2017 |             |             | 450,696     | 115.1%       |
| 2018 | 446,842     | 19,242      | 466,084     | 117.6%       |

### أنواع السجناء
يتم تعريف "السجين الجنائي" على أنه أي سجين تم احتجازه بموجب أمر قضائي أو توجيه من محكمة أو سلطة تمارس الاختصاص الجنائي، أو بناءً على أمر من محكمة عسكرية. أما باقي السجناء فيُعتبرون "سجناء مدنيين". يتم تصنيف السجناء في السجون الهندية إلى ثلاثة أنواع: المدانون (convicts)، والسجناء قيد المحاكمة (undertrials)، والمعتقلون (detenues).
السجين المدان هو "سجين جنائي محكوم عليه من قبل محكمة أو محكمة عسكرية". أما السجين قيد المحاكمة فهو الشخص الذي تم احتجازه في الحبس القضائي وتمت مباشرة محاكمة جنائية ضده من قبل سلطة مختصة (أي أن المحاكمة جارية ولم يتم البت فيها بعد). بينما المعتقل هو أي شخص محتجز في السجن بناءً على أوامر السلطة المختصة بموجب القوانين الوقائية ذات الصلة. حتى 31 ديسمبر 2021، كانت نسبة 77% من السجناء في الهند قيد المحاكمة، بينما كانت نسبة 22% منهم مدانين، مع وجود نحو نصف السجناء قيد المحاكمة الذين أمضوا أكثر من سنتين في السجن.

### أنواع الجرائم
من بين المدانين، يشكل السجناء الذين يقضون عقوبات بتهم القتل النسبة الأكبر (51.86%)، تليها التهم المتعلقة بالاغتصاب (7.66%)، والجرائم المرتكبة بموجب قانون المخدرات والمؤثرات العقلية (NDPS Act) (5.73%)، ومحاولة القتل (5.30%)، وجرائم القتل بسبب المهر (3.88%)، والسرقة (2.84%) حتى 31 ديسمبر 2016. الغالبية العظمى من المدانين، حوالي 87.82%، قد أدينوا بجرائم بموجب قانون العقوبات الهندي (Indian Penal Code)، في حين أن 12.05% من المدانين قد تمت إدانتهم بموجب القوانين الخاصة والمحلية.
أما بالنسبة للسجناء قيد المحاكمة، فإن أكبر عدد من السجناء محتجزون بتهم القتل (22.14%)، والاغتصاب (8.71%)، ومحاولة القتل (8.03%)، والسرقة (8.94%)، والجرائم المرتكبة بموجب قانون المخدرات والمؤثرات العقلية (NDPS Act) (5.88%)، وجرائم القتل بسبب المهر (4.43%) حتى 31 ديسمبر 2016. وحوالي 80.73% من السجناء قيد المحاكمة يتم محاكمتهم بتهم وفقًا لقانون العقوبات الهندي، بينما 19.25% منهم ملاحقون بتهم تتعلق بانتهاك القوانين الخاصة والمحلية. وتشير البيانات إلى أن حوالي 2.8% من المدانين الذين تم قبولهم في السجون عبر الهند في عام 2016 كانوا من المجرمين المتكررين.

### مدة العقوبة السجنية
ويبين الجدول التالي عدد ونسبة السجناء المحكومين حسب مدة عقوبتهم كما في 31 ديسمبر 2016.
| جملة              | المحكوم عليهم بالإعدام | سجن مؤبد | 10-13 سنة | 7-9 سنوات | 5-6 سنوات | 2-4 سنوات | 1-2 سنة | 6-12 شهرًا | < 6 أشهر |
| عدد المحكوم عليهم | 339                    | 73,975   | 20,157    | 11,447    | 7,874     | 7,098     | 5,366   | 3,746     | 5,681    |
| % المحكوم عليهم   | 0.2                    | 54.5     | 14.9      | 8.4       | 5.8       | 5.2       | 4.0     | 2.8       | 4.2      |

### ظروف السجن
الأوضاع في السجون في الهند سيئة وغير صحية لأنها "تهدد الحياة في كثير من الأحيان" ولا تفي بالمعايير الدولية. كانت السجون مكتظة بشدة حيث بلغ معدل الإشغال 114٪. يفتقر السجن إلى قدر كبير من التمويل لدرجة أن مستوى الإشغال في بعض المناطق يصل إلى 277٪؛ أي ما يقرب من ثلاثة أضعاف القدرة المسموح بها.

### الأشغال العقابية
لا يُطلب من السجناء المدانين الذين تمت إدانتهم بعقوبة "السجن الشاق" أن يعملوا خلال مدة حكمهم إلا إذا كانت محكوميتهم تتطلب ذلك. وذكرت صحيفة "هندوستان تايمز" في مقال لها عام 2011 أن 99% من السجناء المدانين الذين يتلقون مثل هذه الأحكام نادرًا ما يقومون بأي عمل، وذلك لأن معظم السجون في الهند لا تحتوي على متطلبات كافية للعمل داخل السجون.
وأشار تقرير صدر في عام 2020 إلى أن العمل داخل السجون في العديد من الولايات كان يُوزع على أساس الطائفة، حيث أن معظم الأدلة واللوائح السجنية ما زالت تعتمد على "قانون السجون" الصادر في عام 1894، مما يؤدي إلى استمرار هذه الممارسات في توزيع الأعمال داخل السجون.

### معدل الإشغال
إحدى الأسباب الرئيسية لاكتظاظ السجون هي تراكم القضايا القضائية. حتى 31 مارس 2016، كان هناك أكثر من 30 مليون قضية قيد الانتظار في مختلف المحاكم، وثلثا السجناء في البلاد هم سجناء قيد المحاكمة. على سبيل المثال، كان من بين 419,623 سجينًا في عام 2015، يوجد 282,076 سجينًا قيد المحاكمة، أي 67% منهم، وفقًا لبيانات مكتب السجلات الوطنية للجريمة (NCRB).
تشمل الأسباب الأخرى لارتفاع عدد السجناء قيد المحاكمة الفساد، ودور الشرطة، والمدعين العامين، والقضاء. يعاني النظام الشرطي الهندي من نقص حاد في عدد الموظفين وضعف في الرواتب. وهذا يساهم في زيادة عدد المعتقلين، حيث لا يوجد عدد كافٍ من الموظفين لاصطحاب المتهمين إلى المحكمة، مما يؤدي إلى تأجيل مواعيد جلسات المحاكمة بشكل مستمر. كما أن المدعين العامين في الهند يعانون من عبء كبير. هناك العديد من الوظائف الشاغرة في المناصب المساعدة، لكن لم يتم تقديم حوافز لملء هذه المناصب بهدف تسريع الإجراءات. يساهم قسم القضاء أيضًا في توسع عدد السجناء قيد المحاكمة. حيث توجد عوائق ضخمة تتعلق بـ 30 مليون قضية في الهند. ومع وجود هذا العدد الكبير من القضايا، فإن عدد القضاة في الهند منخفض نسبيًا. إذ لا يوجد سوى 10.5 قاضٍ لكل مليون شخص.
الكثير من المعتقلين قيد المحاكمة هم من الفقراء والمحرومين. ورغم أن البعض منهم قد يحصل على إجازة بكفالة، إلا أنهم لا يستطيعون الخروج بسبب عدم توفر المال أو الموارد اللازمة لدفع الكفالة. كما أن العديد من المعتقلين غير متعلمين وغير مدركين تمامًا لحقوقهم. وحوالي 71% من المعتقلين قيد المحاكمة أميون ولا يحملون حتى شهادة الثانوية العامة.

## روابط خارجية
- إحصائيات السجون في الهند 2014 نسخة محفوظة 2016-01-16 على موقع واي باك مشين.
- http://ncrb.gov.in/StatPublications/PSI/Prison2014/ContTab.htm نسخة محفوظة 2016-06-04 على موقع واي باك مشين.

1. ↑  Occupancy Rate means number of inmates staying in jails against the authorized capacity for 100 inmates.